# 박훈정
박훈정(1974년~)은 대한민국의 영화 감독, 영화 각본가이다. 2010년, 영화 《혈투》를 통해서 감독으로 데뷔하였다.

## 영화
- 2010년 영화 《혈투》 ... 각본 & 감독
- 2010년 영화 《악마를 보았다》 ... 각본
- 2010년 영화 《부당거래》 ... 각본
- 2013년 영화 《신세계》 ... 각본 & 감독
- 2015년 영화 《대호》 ... 각본 & 감독
- 2017년 영화 《브이아이피》 ... 각본 & 감독 & 기획 & 제작
- 2018년 영화 《마녀》 ... 각본 & 감독 & 제작
- 2020년 영화 《낙원의 밤》 ... 각본 & 감독
- 2022년 영화 《마녀 Part2. The Other One》 ... 각본 & 감독
- 2023년 영화 《귀공자》 ... 각본 & 감독

## 드라마
- 2024년 디즈니+ 4부작 오리지널 드라마 《폭군》 ... 각본 & 감독

## 수상
- 2011년 제15회 몬트리올 판타지아 영화제 각본상 《부당거래》
- 2011년 제32회 청룡영화상 각본상 《부당거래》
- 2013년 제5회 본 스릴러 국제영화제 심사위원상 《신세계》
- 2013년 제8회 에이어워즈 크리에이티브부문 《신세계》
- 2013년 제46회 시체스영화제 포커스 아시아 베스트 필름상 《신세계》
- 2016년 제36회 황금촬영상 감독상 《대호》
- 2016년 제36회 황금촬영상 최우수작품상 《대호》
- 2017년 제13회 미국 판타스틱 페스트 장편 스릴러 부문 감독상 《브이아이피》

## 같이 보기
- 한국 영화